# Logan Couture
Logan Couture (Guelph, 28 marzo 1989) è un hockeista su ghiaccio canadese professionista che gioca nel ruolo di centro per i San Jose Sharks, squadra da cui fu scelto in 9ª posizione assoluta nell'NHL Entry Draft 2007. Durante il lockout della stagione 2012-2013 ha militato nel Genève-Servette Hockey Club, club della Lega Nazionale A.

## Palmarès

### Individuale
- NHL All-Rookie Team: 1

2010-2011
- NHL All-Star Game: 1

2012
- AHL All-Rookie Team: 1

2009-2010
- CHL Top Prospects Game: 1

2006-2007